# Åreskutan
Åreskutan ( PRONÚNCIA) é uma montanha no oeste da província histórica da Jämtland. O seu ponto mais alto atinge os 1 420 metros. Esta montanha está localizada na comuna de Åre, na proximidade da localidade de Åre.